# SHBG
SHBG (англ. Sex hormone binding globulin) – білок, який кодується однойменним геном, розташованим у людей на короткому плечі 17-ї хромосоми. Довжина поліпептидного ланцюга білка становить 402 амінокислот, а молекулярна маса — 43 779.
| 10         |  | 20         |  | 30         |  | 40         |  | 50         |
| ---------- |  | ---------- |  | ---------- |  | ---------- |  | ---------- |
| MESRGPLATS |  | RLLLLLLLLL |  | LRHTRQGWAL |  | RPVLPTQSAH |  | DPPAVHLSNG |
| PGQEPIAVMT |  | FDLTKITKTS |  | SSFEVRTWDP |  | EGVIFYGDTN |  | PKDDWFMLGL |
| RDGRPEIQLH |  | NHWAQLTVGA |  | GPRLDDGRWH |  | QVEVKMEGDS |  | VLLEVDGEEV |
| LRLRQVSGPL |  | TSKRHPIMRI |  | ALGGLLFPAS |  | NLRLPLVPAL |  | DGCLRRDSWL |
| DKQAEISASA |  | PTSLRSCDVE |  | SNPGIFLPPG |  | TQAEFNLRDI |  | PQPHAEPWAF |
| SLDLGLKQAA |  | GSGHLLALGT |  | PENPSWLSLH |  | LQDQKVVLSS |  | GSGPGLDLPL |
| VLGLPLQLKL |  | SMSRVVLSQG |  | SKMKALALPP |  | LGLAPLLNLW |  | AKPQGRLFLG |
| ALPGEDSSTS |  | FCLNGLWAQG |  | QRLDVDQALN |  | RSHEIWTHSC |  | PQSPGNGTDA |
| SH         |  |            |  |            |  |            |  |            |

A: Аланін

C: Цистеїн

D: Аспарагінова кислота

E: Глутамінова кислота

F: Фенілаланін

G: Гліцин

H: Гістидин

I: Ізолейцин

K: Лізин

L: Лейцин

M: Метіонін

N: Аспарагін

P: Пролін

Q: Глутамін

R: Аргінін

S: Серин

T: Треонін

V: Валін

W: Триптофан

Задіяний у такому біологічному процесі, як альтернативний сплайсинг. 
Білок має сайт для зв'язування з ліпідами, стероїдами. 
Секретований назовні.